# Gimry
Gimry (in russo Гимры; in avaro Генуб, Genub) è una località rurale (un selo), nonché il centro amministrativo dell'Uncukul'skij rajon della Repubblica autonoma del Daghestan, in Russia. È il villaggio natale di Imam Shamil, terzo imam del Daghestan.

## Galleria d'immagini

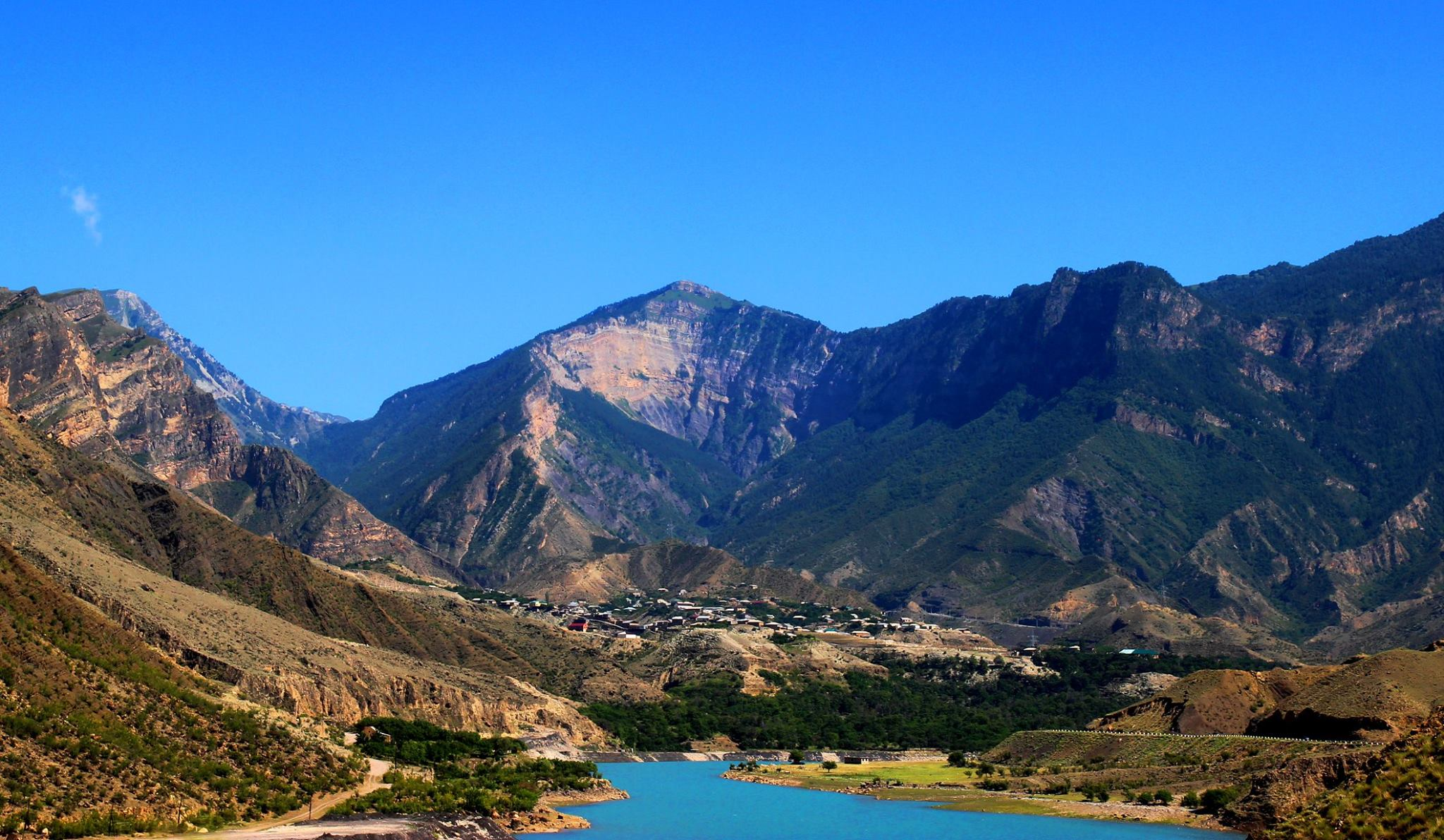
Veduta panoramica
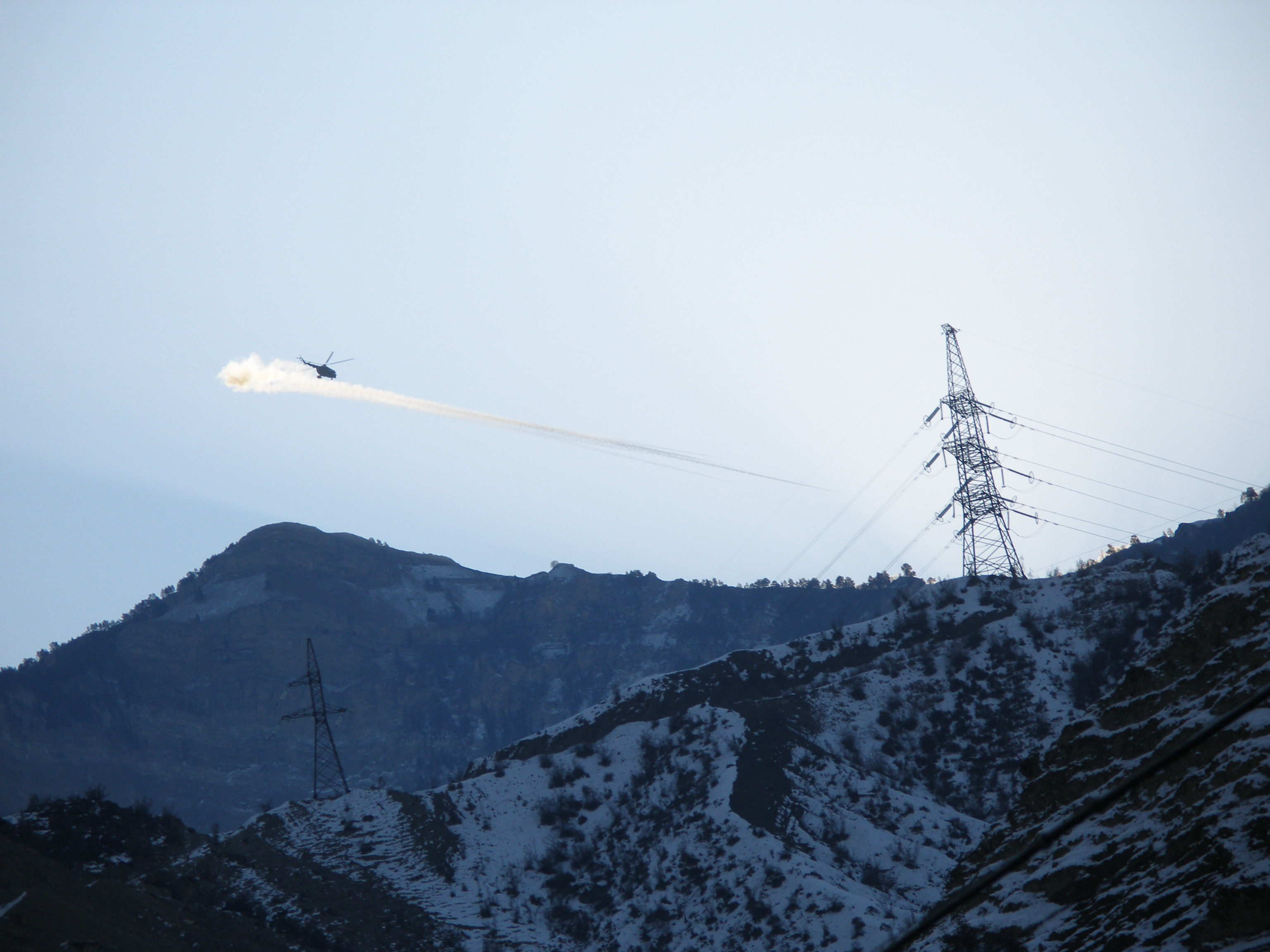
Бомбежка леса
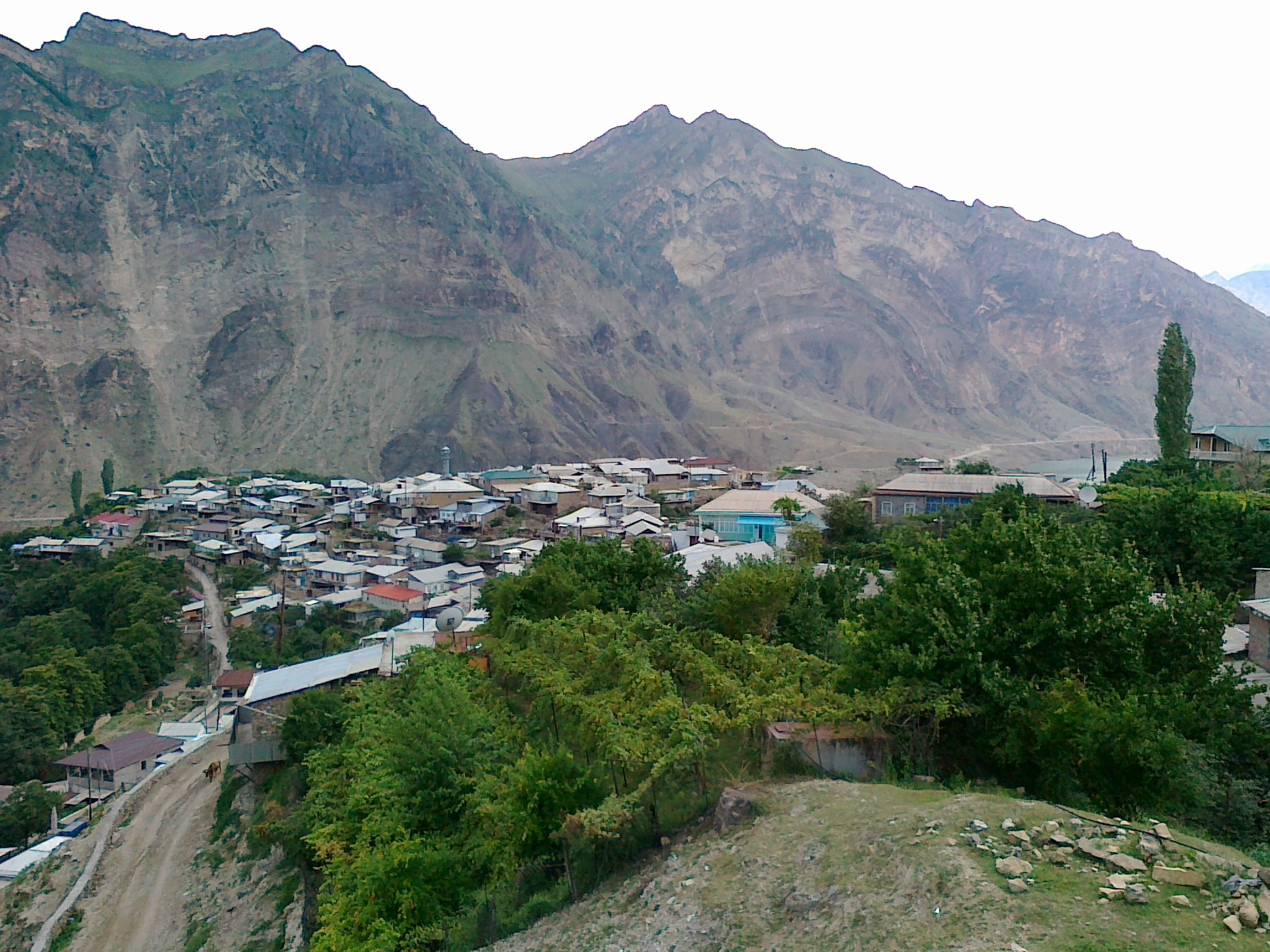
parte centrale
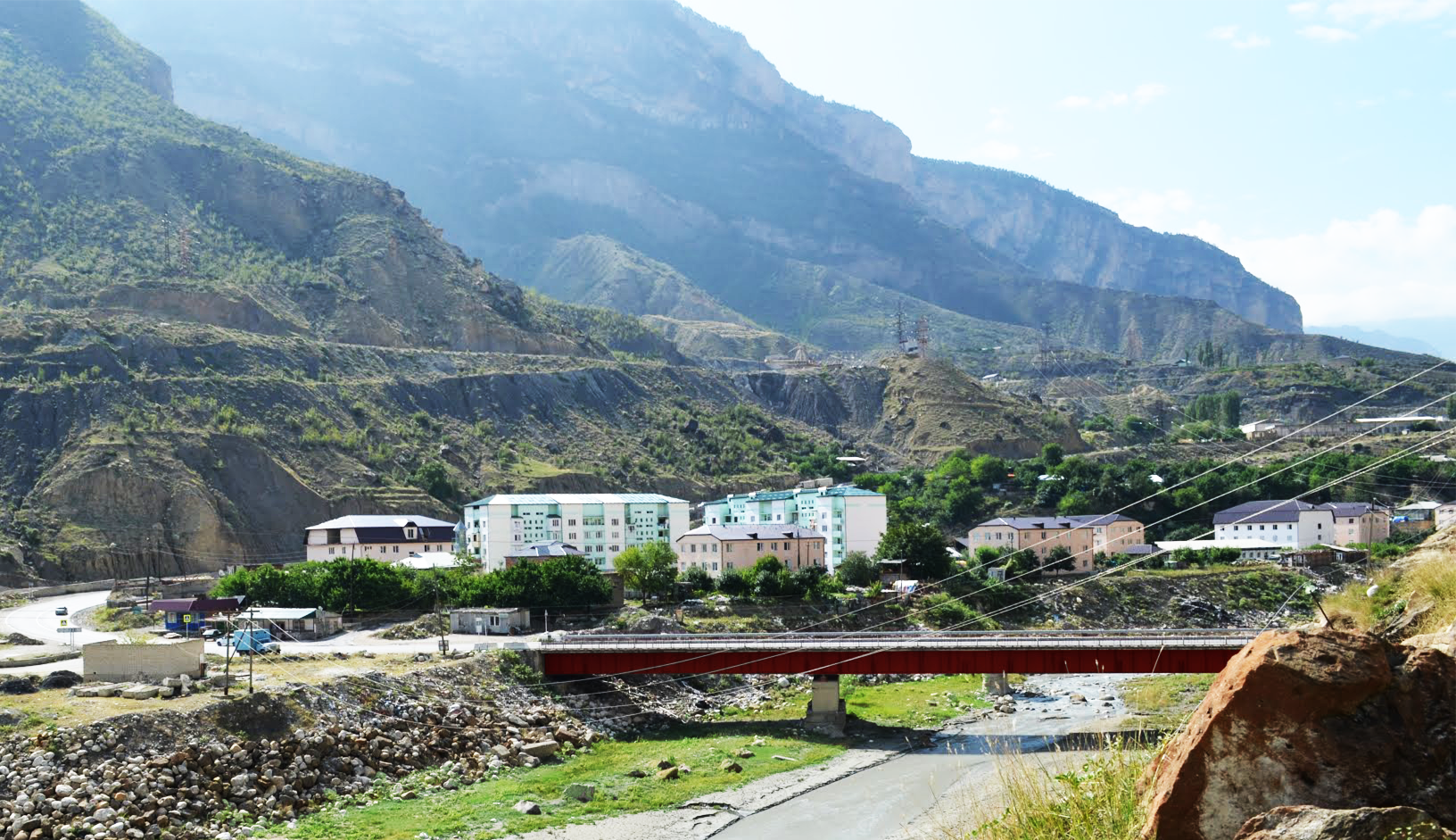
Veduta odierna